# Tuihonigfresser

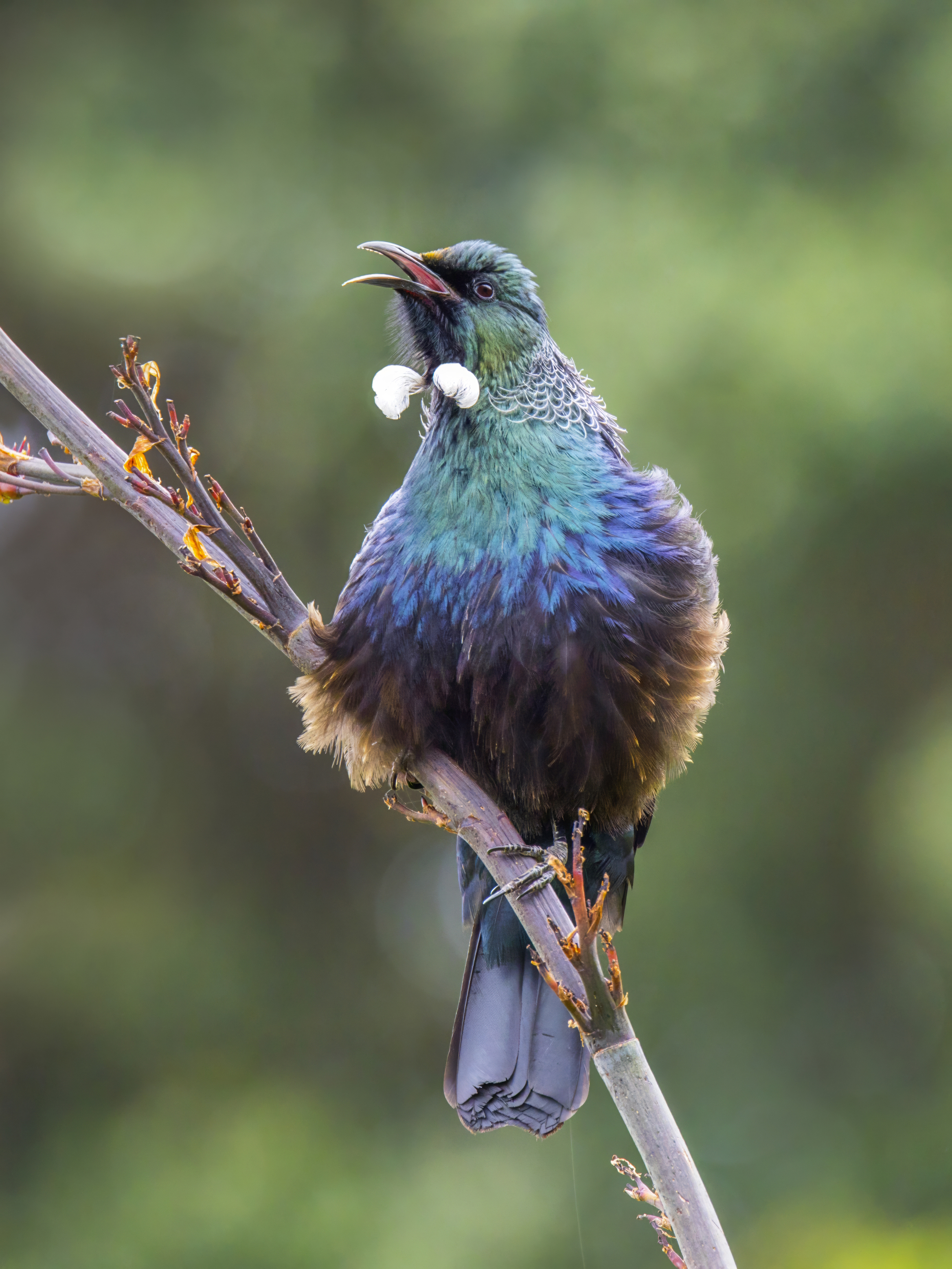
Tuihonigfresser (Prosthemadera novaeseelandiae), rufend

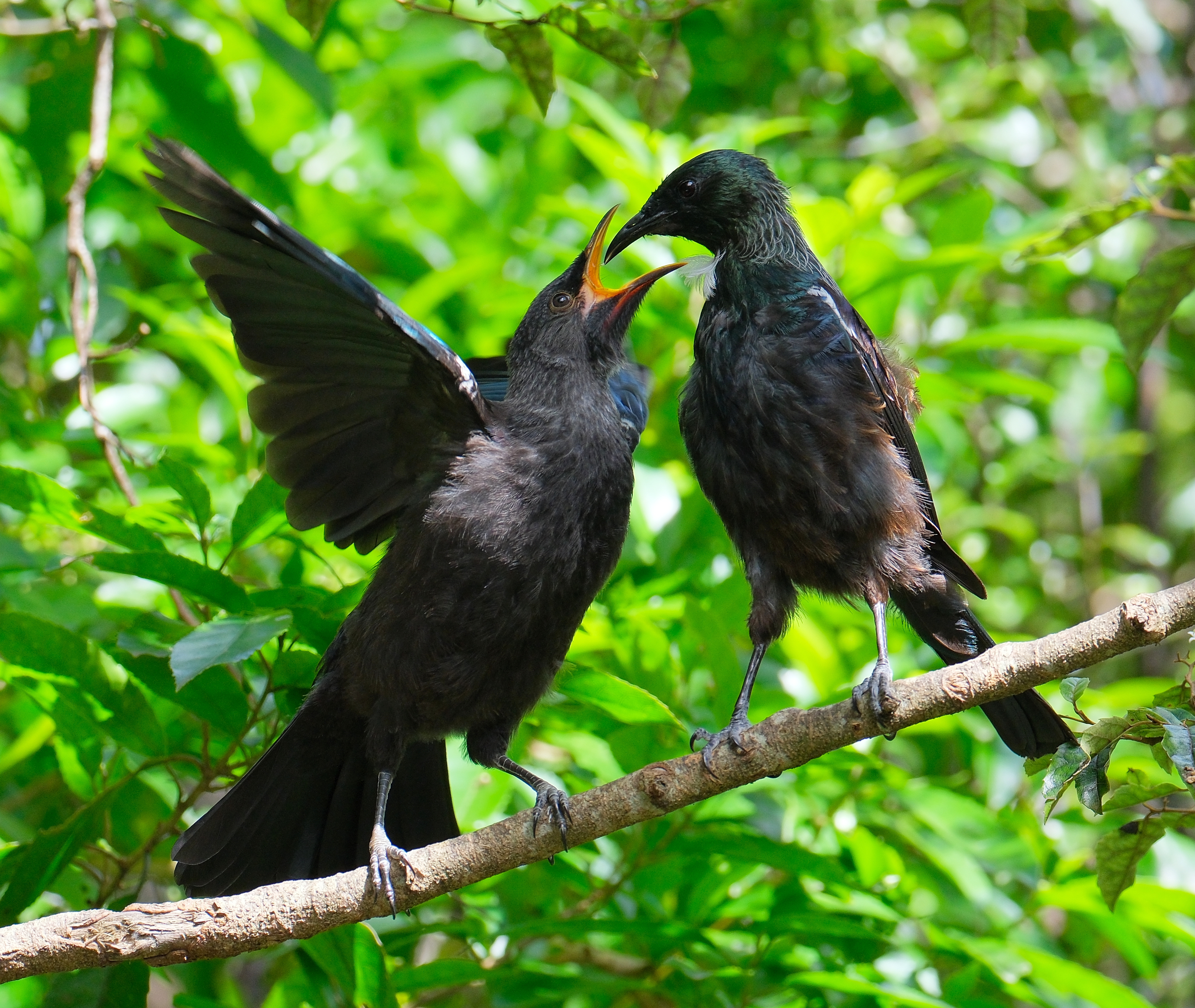
Tuihonigfresser (Prosthemadera novaeseelandiae), Jungvogel wird gefüttert

Der Tuihonigfresser (Prosthemadera novaeseelandiae, in Māori tūī) oder Tui ist eine neuseeländische Vogelart aus der Familie der Honigfresser.

## Beschreibung
Er hat ein dunkles, schwarz wirkendes Federkleid. Im Sonnenlicht schimmert dieses jedoch teilweise grünlich und bläulich. Das auffälligste Merkmal ist ein weißes, hervorstehendes Federbüschel am Hals.

## Verbreitung
Er ist ein weitverbreiteter Vogel in Neuseeland und ist dort endemisch.

## Ernährung
Der Tuihonigfresser ernährt sich hauptsächlich von Nektar, aber auch von Früchten und Insekten. Zeitweilig zählen zu seiner Nahrung auch Pollen und Samen bestimmter Pflanzen.

## Lautäußerung
Die Stimme des Tuihonigfressers ist recht laut und kraftvoll, der melodische Klang wird oft von abwechslungsreichen klickenden und schnarrenden Geräuschen unterbrochen. Er ist dem der südamerikanischen Glockenvögel (Procnias) zum Verwechseln ähnlich, die Stimme der Glockenvögel weist jedoch deutlich weniger Resonanz auf.
Der Tuihonigfresser ist in der Lage andere Stimmen zu imitieren. Die Māori haben sich Vögel gehalten und ihnen das Imitieren menschlicher Sprache beigebracht.

## Namensherkunft
Der Name Tui wurde der Maori-Sprache entliehen.

## Trivia
2005 wurde in Neuseeland erstmals der Vogel des Jahres gewählt. Der Tuihonigfresser wurde hierbei zum ersten Vogel des Jahres ernannt.
Als ein typisch neuseeländischer Vogel ist er auch Markenzeichen einer neuseeländischen Biermarke (Tui).